# كلارا سميث
كلارا سميث (بالإنجليزية: Clara Smith)‏ هي موسيقية ومغنية أمريكية، ولدت في 23 أغسطس 1894 في مقاطعة سبارتنبرغ في الولايات المتحدة، وتوفيت في 2 فبراير 1935 في ديترويت في الولايات المتحدة.

## وصلات خارجية
- كلارا سميث على موقع ميوزك برينز (الإنجليزية)
- كلارا سميث على موقع أول ميوزيك (الإنجليزية)
- كلارا سميث على موقع ديسكوغز (الإنجليزية)